# Биг-Блу-Ривер
Би́г-Блу́-Ри́вер (англ. Big Blue River) — река в США, протекающая из центральной части штата Небраска в северную часть штата Канзас. Является крупнейшим притоком реки Канзас. Протяжённость реки составляет около 578 км; площадь водосборного бассейна — 25 110 км².

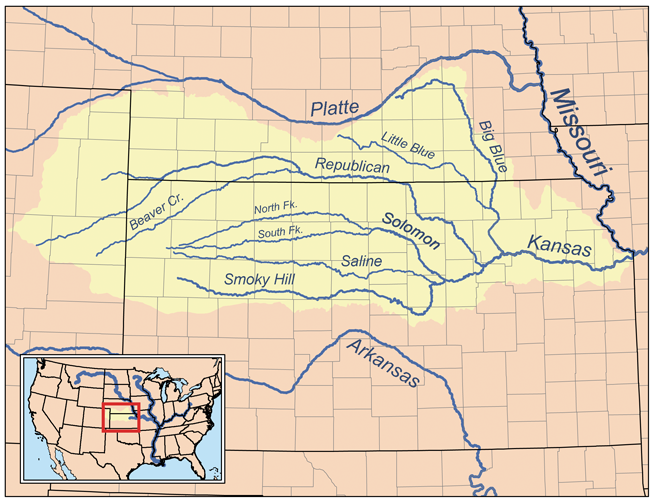
Карта водосборного бассейна реки Канзас с рекой Биг-Блу-Ривер

Своё название река получила от племени Канза, жившего в её устье с 1780 по 1830 год и назвавшего её «Великой Рекой Голубой Земли».
Река проходит в основном через сельскохозяйственные угодья. Наиболее крупные города на пути реки, помимо Манхаттана, это Сьюард, Крит и Биатрис. За несколько километров до впадения в реку Канзас, Биг-Блу-Ривер протекает через водохранилище Татл-Крик, северо-восточнее Манхаттана. Водохранилище создано для защиты от наводнений, его берега построены из известняка, ила и гипса. Земля, окружающая водохранилище, является территорией государственного парка, сильно пострадавшим в наводнение 1993 года.